# Mont César

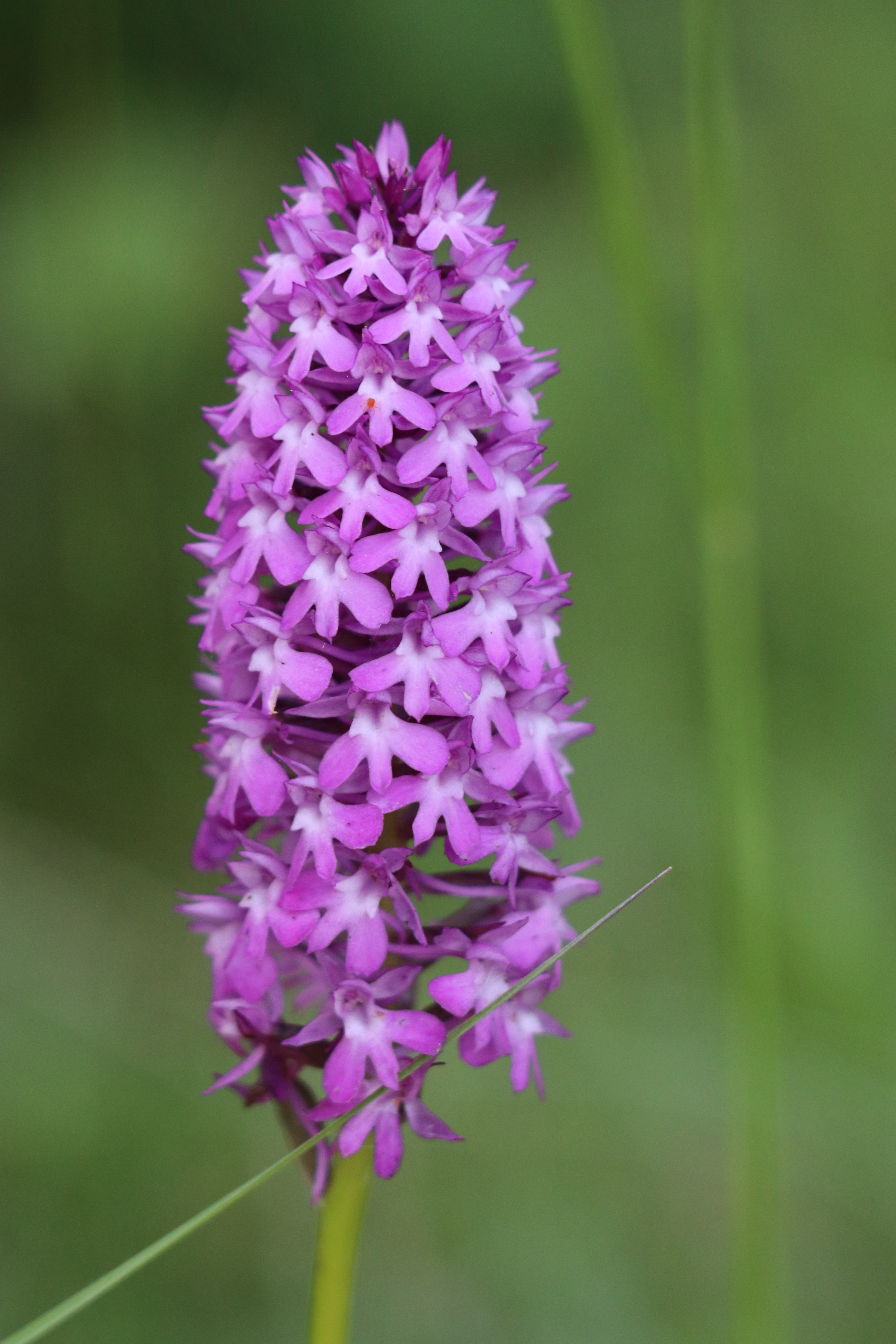
Orchis pyramidal au Mont César

La colline du mont César culmine à 138 m sur la rive gauche du Thérain, au niveau du hameau de Froidmont, sur le territoire de la commune de Bailleul-sur-Thérain, dans le département de l'Oise.

## Histoire du site
La colline qui domine la vallée et les marais alentour est occupée dès l'âge du bronze et devient vraisemblablement un oppidum gallo-romain sur un ancien camp fortifié gaulois.
Les fouilles archéologiques entreprises dès le XVIIIe siècle y découvrent de nombreux objets et des vestiges de fortifications. Lors de fouilles menées en 1878 par Isidore Berton, des monnaies gauloises furent découvertes, ainsi que divers objets datant de l'époque romaine. En 1909, le docteur Victor Leblond, président de la Société académique de l'Oise, situe sur le mont César Bratuspantium, l'oppidum des Bellovaques.
Le coteau calcaire est employé, de mémoire ancestrale, comme pâturage et ne connaît pas de modifications majeures. Le larris du mont César est un des larris picards les mieux préservés. La plus grande partie de la colline est boisée.
Il reste un lieu de promenade très prisé. Un sentier permet d'accéder au sommet où se trouve désormais la statue de Notre-Dame du Mont-César. On y a une vue magnifique sur la forêt de Hez-Froidmont et sur la vallée du Thérain.

## Écologie
Le mont César est intégré au massif forestier de Hez-Froidmont dans le dispositif du réseau Natura 2000. 

C'est le site n°FR2200377  classé en mars 1999 pour une surface de 852 ha, dont la butte témoin est de grande importance.
On y trouve des milieux naturels remarquables, les pelouses calcicoles (ou larris en picard). Ce sont des espaces de végétation herbacée plus ou moins rase sur un sol pauvre et sec. Ces milieux menacés par l'embroussaillement et le boisement abritent des plantes remarquables, adaptées à ces conditions. Au Mont César, on retrouve notamment un beau cortège d'orchidées sauvages, avec le limodore à feuilles avortées, l'orchis pyramidal, l'orchis militaire, l'ophrys abeille…

## Administration
Le Conservatoire des sites naturels de Picardie gère ce site, en collaboration avec la commune de Bailleul-sur-Thérain et la participation financière du conseil général de l'Oise et le conseil régional de Picardie.